# Claraklooster (Haarlem)
Het Claraklooster was een kloosterorde van zusters in de binnenstad van Haarlem, achter het Oude Gasthuis of het Gangolfsgasthuis. Deze plek ligt tegenwoordig nabij de Botermarkt. Het klooster behoorde tot de derde orde van Franciscus, die de leer van Franciscus van Assisi volgden.

## Geschiedenis
De oudste geschreven bron over het klooster dateert van 25 mei 1454, toen men toestemming kreeg van de pastoor van de Bavokerk voor het bouwen van een eigen kerk, het aanleggen van een kerkhof en het aanwijzen van een priester. Op het kerkhof mogen naast de zusters ook anderen worden begraven. 
Na 1472 zijn er geen bronnen meer, die het over het Claraklooster hebben. Echter duiken de Zusters van Akersloot wel regelmatig op in verschillende testamenten en schenkingsaktes, en zij zouden dezelfde zusters kunnen zijn als die van het Claraklooster. Dit wordt bevestigd in 1543 wanneer er wordt gesproken over de susteren van die derde orden van S. Franciscus wonende after dat gasthuys. 
Daarna was er nog sprake van de Barvoetensusteren. Dit was een benaming voor vrouwelijke religieuzen omdat zij altijd sandalen droegen. Daardoor werden ze ook wel barrevoeters of blootvoeters genoemd.

## Trivia
- In de binnenstad verwijzen nog drie straatnamen direct en indirect naar de geschiedenis van het klooster. Dit zijn de: Gasthuisstraat, Barrevoetestraat en Gangolfpleintje.

Annaklooster · Begijnhof · Catharinaklooster · Cecilliaklooster · Claraklooster · Dominicanenklooster · Fraterhuis · Jansklooster · Maria en Lazarusklooster · Maria Magdalenaklooster · Margrietklooster · Mariaklooster · Michielsklooster · Norbertijnenklooster · Regulieren in de Waard · Ursulaklooster · Zijlklooster